# Ormond Castle
Ormond Castle, auch Avoch Castle, ist eine abgegangene Höhenburg über dem Dorf Avoch auf der Black Isle in der schottischen Council Area Highland, die historisch in der Grafschaft Ross-shire gelegen war. Die Anlage ist als Scheduled Monument geschützt.
Es ist denkbar, dass dies eine von zwei Burgen war, die bekanntermaßen in der Regierungszeit von König Wilhelm dem Löwen auf der Black Isle als königliche Festungen errichtet wurden.

## Geschichte

### De Moravia
Im 13. Jahrhundert befand sich die Burg in den Händen des Clans De Moravia von Petty. Von dort aus regierte der Clan große Ländereien in ganz Moray. Andrew de Moravia bot die Männer von Moray auf, um sich auf Ormond Castle König John Balliol nach seiner Entehrung vor König Eduard I. von England zu Beginn der schottischen Unabhängigkeitskriege anzuschließen.

### Douglas
Erbin der De Moravias von Petty war Joanna of Bothwell; 1362 heiratete sie Archibald Douglas, Lord of Galloway und später 3. Earl of Douglas, der ihre Ländereien und Titel „de jure uxoris“ (dt.: aus dem Recht der Heirat) beanspruchte. Ormond Castle war das Caput des Baronats Ormonde, das 1445 für Hugh Douglas, Earl of Ormonde, den dritten Sohn von James Douglas, 7. Earl of Douglas, in ein Earldom umgewandelt wurde. Nach dem Niedergang der „Black“ Douglases nach der Schlacht von Arkinholm 1455 und der Hinrichtung des Earls waren dessen Besitzungen, ebenso wie die seiner Brüder, verwirkt. Ormond Castle wurde von der Krone übernommen und an George Douglas, 4. Earl of Angus, wieder verlehnt. Der Earl of Angus, ein „Red“ Douglas, war ein Verwandter und Feind der „Black“ Douglases und wurde zur neuen Kraft in diesem mächtigen Haus. Der Titel Earl of Ormonde wurde 1651 für den älteren Sohn des 1. Marquess of Douglas geschaffen, erlosch aber 1715 mit dem Tod von Archibald Douglas, 3. Earl of Ormonde, der an seinen bei der Schlacht von Sheriffmuir erlittenen Wunden starb.

### Munro
1568 erwarb Andrew Munro, 5. of Milntown, zu Lebzeiten seines Vaters  auch „Andrew Munro of Newmore“ genannt, Ormond Castle und die Ländereien von Suddie und Avoch unter der Feudalherrschaft der Earls of Angus and Ormonde.

### Cromwell
In den 1650er-Jahren wurde Ormond Castle von den Truppen Oliver Cromwells zerstört, damit dieser seine Festung in Inverness bauen konnte. Von der Burg ist heute nichts mehr erhalten.